# Arabská federace
Hášimovská Arabská federace (arabsky الاتحاد العربي الهاشمي) běžně označována jako Arabská federace Iráku a Jordánska byla krátkodobě trvající unie Iráku a Jordánska. Přestože podle jména mělo jít o federaci, ve skutečnosti to byla konfederace. Federace byla utvořena 14. února 1958 jako unie dvou Hášimovských království, když se irácký král Fajsal II. a jeho bratranec jordánský král Husajn I. dohodli na vytvoření útvarů jako protiváhu proti Sjednocené arabské republice. Iráčtí vůdcové usilovali o to, aby se Kuvajt stal dalším členem. Arabská federace neměla dlouhého trvání, protože 14. července 1958 byl v Iráku proveden státní převrat a král, královská rodina a premiér byli zavražděni a monarchie zrušena. 2. srpna 1958 vyhlásila nová irácká republikánská vláda vystoupení Iráku z federace, čímž Arabská federace zanikla.